# Pseudolaubuca engraulis
Pseudolaubuca engraulis är en fiskart som först beskrevs av Nichols 1925.  Pseudolaubuca engraulis ingår i släktet Pseudolaubuca och familjen karpfiskar. IUCN kategoriserar arten globalt som livskraftig. Inga underarter finns listade i Catalogue of Life.